# ستيفن برانت
ستيفن برانت هو كاتب العمود كندي، ولد في 20 مارس 1959 في هاميلتون في كندا.